# Феміцид

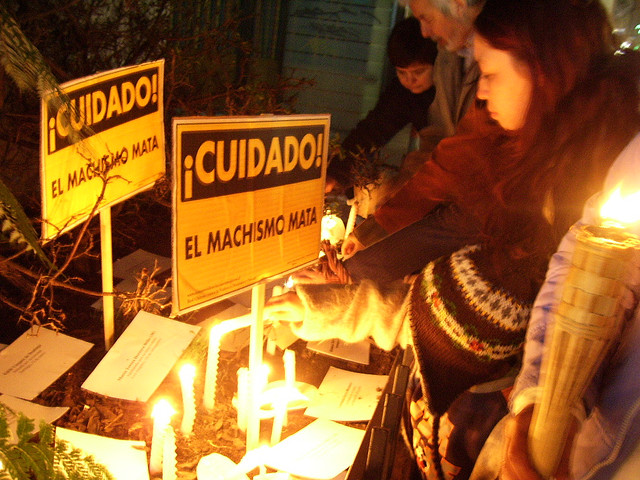
Меморіальна дошка на протесті проти феміциду та насильства проти жінок у Чилі, 2007. Напис: «Мачізм вбиває!»

Феміци́д (англ. femicide), також фемініци́д (ісп. feminicidio) — апогей статевого насильства проти жінок і злочин на грунті ненависті: вбивство жінок, зумовлене їх статтю. В широкому сенсі — «умисне вбивство жінок (та дівчат), тому що вони є жінками». Діана Е. Г. Рассел ввела термін у 1976 році, визначивши його як «вбивство жінок чоловіками за те, що вони є жінками». Інші феміністки роблять акцент на намірі чи меті вчинку, спрямованого на жінок, саме тому, що вони жінки. До феміциду належать селективні аборти дівчаток, убивства честі, смерть жінок внаслідок домашнього та сексуального насильства (в тому числі в проституції), вбивство серійними маньяками, загибель внаслідок калічення вульви, кримінальних абортів, від акушерського насильства, саті, каро-карі, полювання на відьом та інше.
Від домашнього насильства та насильства з боку сексуальних партнерів протягом життя потерпає 3 з 10 жінок. Майже 40 % вбивств жінок здійснюється їх чоловіками та сексуальними партнерами, тоді як від рук партнерок гинуть тільки 6 % чоловіків. Вивчення феміциду є соціальним викликом.
Альтернативний термін — гендерцид, більш амбівалентний та інклюзивний, однак з точки зору фемінізму, термін «гендерцид» допомагає тримати тему вбивства жінок табуйованою. До того ж, мотиви феміциду (влада, контроль та сексуальне збудження) сильно відрізняються від мотивів андроциду (заволодіння цінностями, помста), та, на відміну від андроцидів, значна частина феміцидів відбувається вдома, тобто базується на домашньому насильстві.

## Історія терміна

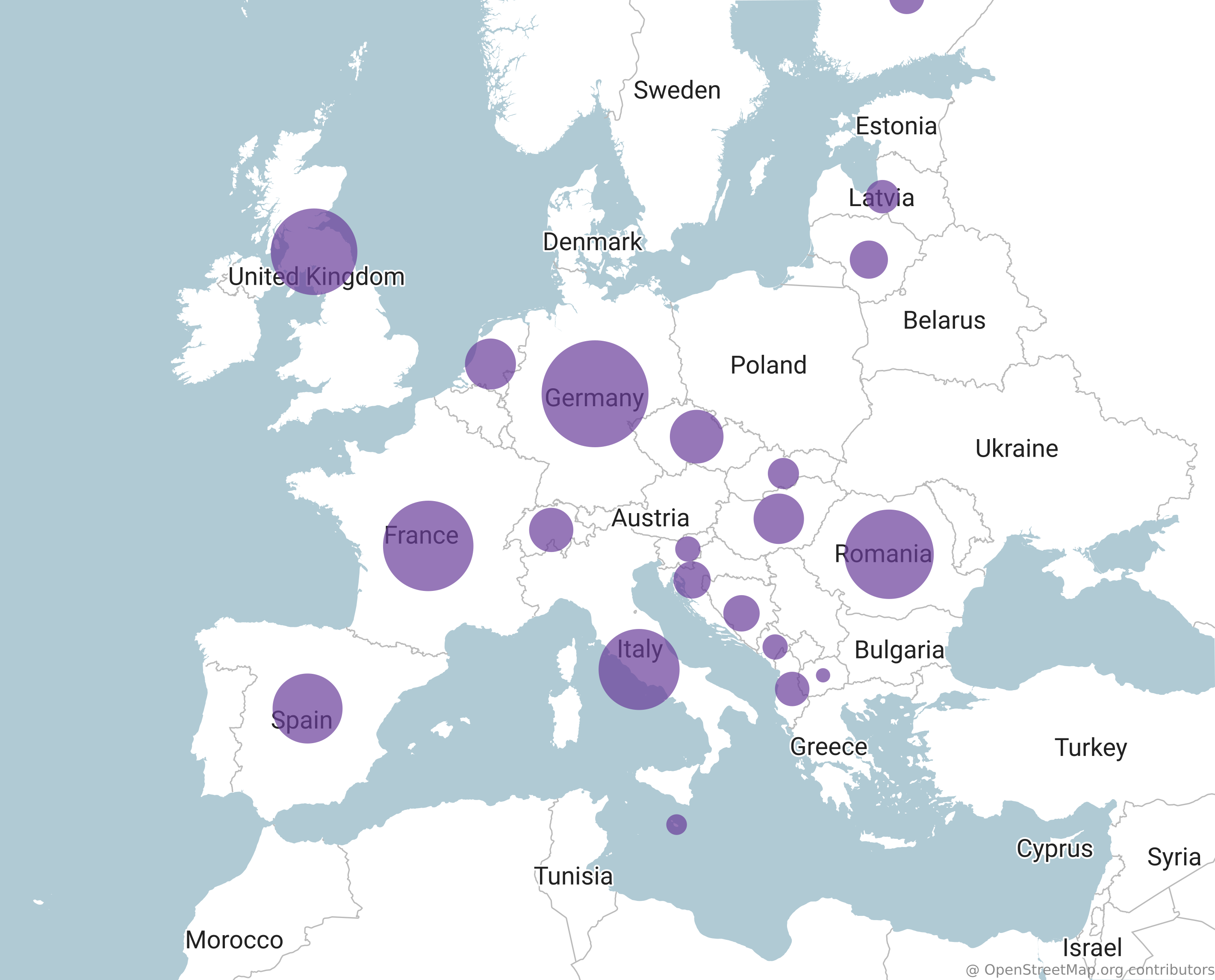
Феміциди в Європі станом на 2015 рік (дані зібрано частково)

Слово «феміцид» вперше вжито у 1820—1830 роках. Термін вперше використаний в Англії в 1801 для позначення «вбивства жінки». У 1848 році був опублікований у Wharton's Law Lexicon. Іншим терміном, що використовується, є «фемініцид», належним чином утворений від латинської femina, «жінка».
Використання терміна в поточному значенні пов'язано з феміністичними рухами 1970-х, які мали на меті підняти жіночу свідомість і опір проти патріархатного утиску. Широке використання терміна приписують американській авторці Керрол Орлок в її неопублікованій антології про феміцид. Діана Рассел оприлюднила цей термін у Трибуналі проти злочинів проти жінок 1976 року. Ось частина її звернення: «Ми повинні усвідомити, що багато вбивств насправді є феміцидом. Ми повинні визнати сексуально-вмотивовану політику вбивства. Від спалення відьом у минулому, до більш недавнього розповсюдженого інфантициду серед дівчат у багатьох суспільствах, до вбивства жінок за „честь“, ми розуміємо, що феміцид триває давно. Але оскільки це стосується жінок, то це явище не мало назви, допоки Керол Орлок не винайшла слово „феміцид“».

### Сучасне визначення
Діана Рассел звужує визначення феміциду до «вбивства жінок чоловіками, оскільки вони жінки». Рассел робить акцент на ідеї, що чоловіки вчиняють феміцид із сексистськими мотивами. Рассел доводить, що подане нею визначення феміциду стосується всіх форм сексистського вбивства, мотивованого мізогінією, почуттям переваги над жінками, сексуальним задоволенням або ідеєю власності над жінками.
Рассел відносить до феміцидів також приховані вбивства жінок, такі як масові вбивства немовлят жіночої статі через перевагу чоловіків в культурах країн, таких як Індія та Китай, а також смерть, пов'язану, наприклад з криміналізацією абортів або каліченням жіночих геніталій.

## Поширеність

Жертви феміциду на 100.000 жінок (Європа, 2015). Темний: вбивство партнером; світлий: вбивство членом родини

Жертви феміциду в Європі на 100.000 жінок (2017).

Щороку відбувається 66 000 жорстоких вбивств жінок в усьому світі. Коефіцієнт феміциду різниться залежно від країни, а збір інформації ускладнюється замовчуванням таких злочинів, але за наявною статистикою серед 25 країн-лідерок за показиками феміциду 50 % — у Латинській Америці, на першому місці — Сальвадор. У топ-25 входять сім країн Європи, три країни Азії та одна країна Африки, ПАР.
Феміцид є нормалізованою, як і інші види насильства проти жінок, формою злочинності, і тому інституційно підтримується (безкарність згвалтувань, відсутність у багатьох законодавствах покарань за сімейне насильство). Патріархатна основа феміциду, а саме сексистські уявлення про жінку як нижчу, менш вартісну за чоловіка істоту, правами людини для якої можна знехтувати, міцно вкорінена у масову свідомість (прикладом чого є звинувачення жертви, міфи про згвалтування та культура згвалтування загалом), через що феміцид виправдовують навіть жінки, включно з тими, що постраждали через Гендерне насильство.

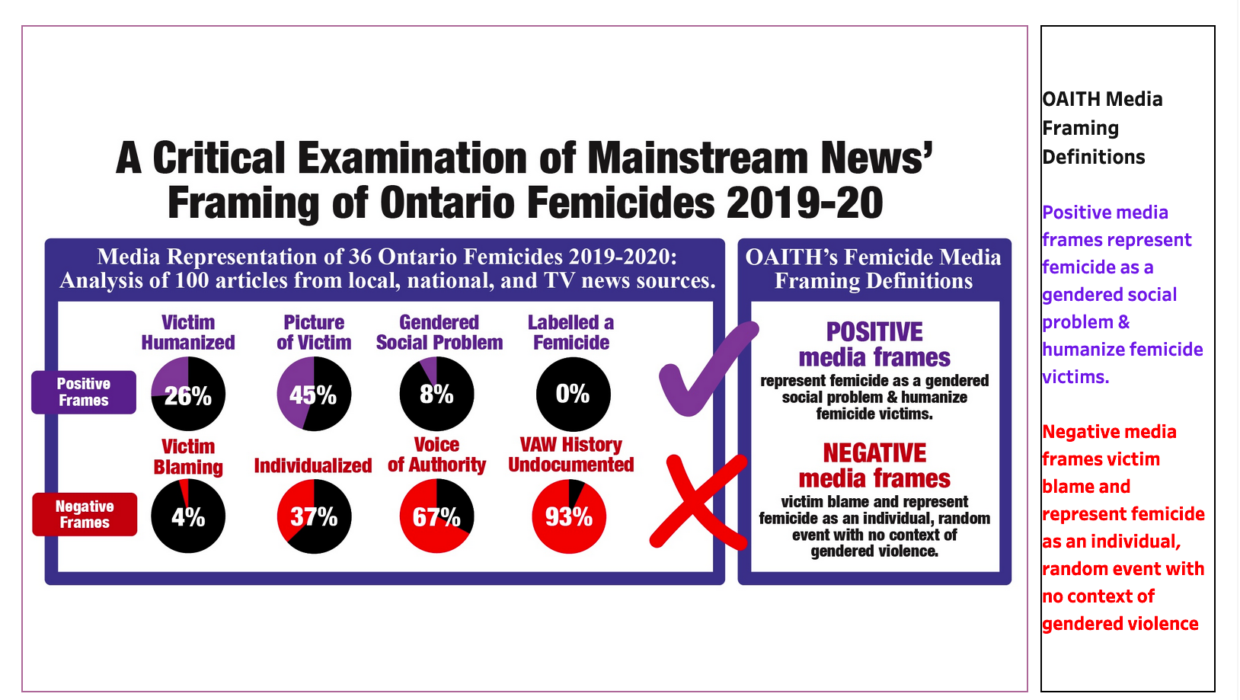
Перша сторінка дослідження Abhilash Kantamneni «Критичний аналіз медіа, які висвітлюють феміцид в Онтаріо у 2019—2020 роках»

Так, у дослідженні ООН кожна четверта жінка з топ-25 країн погоджується з тим, що побиття чоловіком за суперечку з ним або відмову займатися сексом є виправданим.
Загалом, даних про феміциди у всьому світі недостатньо, і часто країни не вказують стать жертв в загальній статистиці вбивств.
Великий вплив на статистику феміциду мають формулювання, які держава та медіа використовують для висловлювань про феміцид.   Велику колекцію матеріалів про те, як активістки борються з феміцидом у різних країнах світу, зібрав Московський жіночий музей.  27 червня, 2020 року Центр гендерної культури ініціював онлайн-дискусію онлайн-дискусію "Феміцид: витоки явища та шляхи подолання"   

## Виноски
1. ↑  COST Action 1206 - Femicide. Архів оригіналу за 9 травня 2019. Процитовано 1 липня 2014. [Архівовано 2019-05-09 у Wayback Machine.]
2. ↑  Corradi, Consuelo; Marcuello-Servós, Chaime; Boira, Santiago; Weil, Shalva (9 липня 2016). Theories of femicide and their significance for social research. Current Sociology. 64 (7): 975—995. doi:10.1177/0011392115622256.
3. ↑  Johnson, Holly; Eriksson, Li; Mazerolle, Paul; Wortley, Richard (7 квітня 2017). Intimate Femicide: The Role of Coercive Control (PDF). Feminist Criminology (англ.). 14 (1): 3—23. doi:10.1177/1557085117701574. ISSN 1557-0851.
4. ↑  Stockl, H., Devries, K., Rotstein, A., Abrahams, M., Campbell, J., Watts, C., & Garcia Moreno, C. (2013). The global prevalence of intimate partner homicide: A systematic review. The Lancet, 382, 859—865. accessed 14 September 2019
5. ↑  Marcuello-Servós, Chaime; Corradi, Consuelo; Weil, Shalva; Boira, Santiago (8 липня 2016). Femicide: A social challenge. Current Sociology. 64 (7): 967—974. doi:10.1177/0011392116639358.
6. ↑  Femicide | Sciences Po Violence de masse et Résistance — Réseau de recherche. femicide.html (фр.). Процитовано 11 березня 2020.{{cite web}}:  Обслуговування CS1: Сторінки з параметром url-status, але без параметра archive-url (посилання)
7. ↑  femicide. Dictionary.com. Процитовано 12 травня 2019.
8. ↑  Corry, John (1801). A Satirical Review of London at the Commencement of the Nineteenth Century. London: G. Kearsley. с. 60. Процитовано 12 травня 2019. ...denominated femicide; for the monster... is in reality a most relentless murderer!

Corry, John (1809). A Satirical Review of London (вид. 4th). London: Robert Dutton. с. 49. Процитовано 12 травня 2019. ...denominated femicide; for the monster... is in reality a most relentless murderer!
9. ↑  The Oxford English Dictionary, 2nd ed. (1989) p. 285
10. ↑  Josie Kaye, Femicide, Online Encyclopedia of Mass Violence, [online], ISSN 1961-9898, published 3 November 2007, accessed 18 March 2013.
11. ↑  Russell, Diana E.H. and Harmes, Roberta A, (Eds.), Femicide in Global Perspective New York: Teachers College Press, 2001, Ch. 2, p. 13-14
12. ↑  Femicide: A Global Problem. Small Arms Survey. Small Arms Survey. Процитовано 5 грудня 2017.
13. ↑  Alvazzi del Frate, Anna. 2011. ‘When the Victim Is a Woman.’ In Geneva Declaration Secretariat, pp. 113—144.